# میثم الرزق
میثم الرزق (زاده ۲۷ مه ۱۹۷۹) بازیگر سعودی است. وی دارای دیپلم کامپیوتر کاربردی در سال ۲۰۰۱، عضو انجمن فرهنگ و هنر عربستان سعودی در الاحساء، عضو انجمن نمایشنامه نویسان عربستان سعودی و در بسیاری از آثار نمایشی عربستان و خلیج فارس در زمینه تئاتر، رادیو و تلویزیون شرکت کرده‌است.